# Tsetserleg (Arkhangai)
Pour les articles homonymes, voir Tsetserleg.
Vassily Guy Le sum de Tsetserleg (mongol : ᠴᠡᠴᠡᠷᠯᠢᠭ
ᠰᠤᠮᠤ, cyrillique : Цэцэрлэг сум, MNS : Tsetserleg sum) est situé dans l'aïmag (ligue ou province) d'Arkhangai, au Centre ouest de la Mongolie.